# Cristal ahumado
El término cristal ahumado se refiere a dos tipos diferentes de vidrio. Puede ser cualquiera de los siguientes:

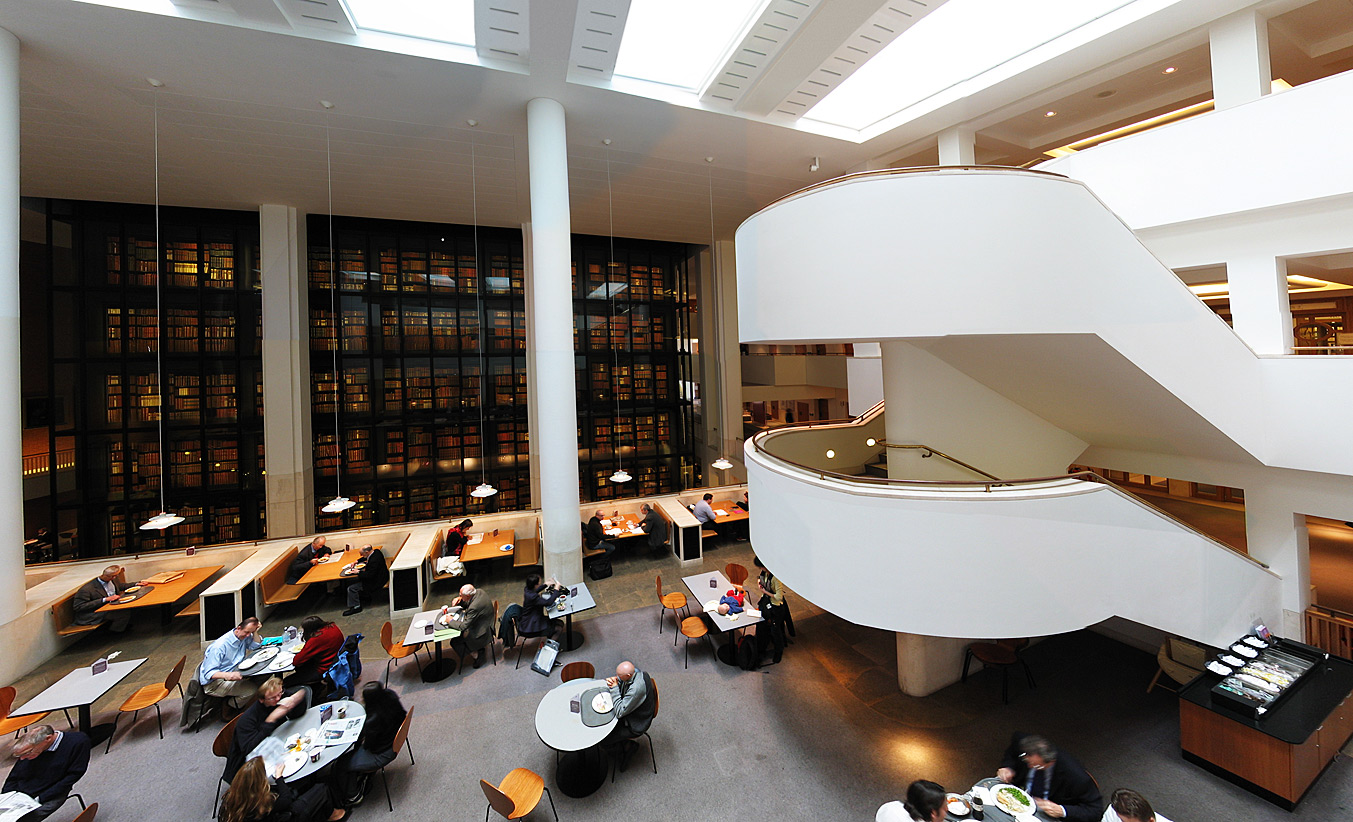
Cristal ahumado en la King's Library en el interior de la British Library

1. El cristal ahumado es una lámina plana de vidrio, sometida al humo de la llama de una vela (o de otro hidrocarburo que arda de modo ineficiente) de tal manera que una superficie de la lámina de vidrio quede cubierta de una capa de residuos de humo. Este vidrio se utiliza como un medio para el registro de los trazos de un lápiz en instrumentos científicos. Las ventajas de utilizar el cristal es que el soporte de grabación es fácilmente renovable (al acabar se vuelve a cubrir el vidrio con humo), y que la huella obtenida puede ser magnificada proyectándola sobre una superficie adecuada.[1][2][3] Una variante de este esquema fue usada en el papel ahumado de los primeros sismógrafos.[4]
Se trata de un procedimiento de registro gráfico mecánico anticuado, con el inconveniente de la dificultad de conservar los registros originales sobre la placa y de volcarlos a otros soportes. La aparición de los medios electrónicos de toma de datos ha supuesto su práctica desaparición.
2. El cristal ahumado puede ser también un vidrio fabricado oscurecido por adición de algunos materiales incorporados, de manera que se reduce el brillo de la luz que pasa a través del cristal. Puede ser utilizado con fines estéticos, por ejemplo, en la fabricación de mesas con tapas de cristal ahumado. También se puede utilizar en instrumentos científicos como filtro óptico, como en las ballastellas y en los sextantes, lo que permite al operador hacer observaciones del sol sin dañar su visión.